# Bodtjärnen (Nederluleå socken, Norrbotten)
Bodtjärnen är en sjö i Luleå kommun i Norrbotten och ingår i Altersundet-Luleälvens kustområde.